# Bracon pachymerus
Bracon pachymerus är en stekelart som beskrevs av Maximilian Spinola 1840. Bracon pachymerus ingår i släktet Bracon och familjen bracksteklar. Inga underarter finns listade.